# Grecia salentina
La Grecìa salentina (AFI: /ɡreˈtʃi.a/) è un'isola linguistica ellenofona del Salento, in Puglia, e consistente in nove comuni della provincia di Lecce in cui si parla un dialetto neo-greco noto come grico.
A partire dal 1990 il termine "Grecìa salentina" è stato, però, in parte snaturato dal suo significato originario, diventando l'espressione di un consorzio di comuni, patrocinato anche dall'Unione europea. Dal 2007 ai nove comuni originari si sono, infatti, aggiunti altri tre non ellenofoni, che sono entrati a far parte dell'Unione dei comuni della Grecìa Salentina, comprendente circa 60 000 abitanti.
Dell'Unione dei comuni della Grecìa Salentina fanno parte attualmente dodici centri: Calimera, Carpignano Salentino, Castrignano de' Greci, Corigliano d'Otranto, Cutrofiano, Martano, Martignano, Melpignano, Sogliano Cavour, Soleto, Sternatia, Zollino. I comuni dell'Unione condividono non solo la cultura e (in parte) la lingua, ma anche una serie di servizi comprensoriali. Sebbene solo Melpignano e Soleto non abbiano alcun parlante grico, anche altri paesi hanno perso quasi completamente la lingua. L'idioma è ancora parlato e compreso (in particolar modo dai cittadini più anziani) principalmente nei comuni di Sternatia, Martignano, Calimera, Corigliano d'Otranto, Zollino e Martano. I comuni di Carpignano Salentino, Cutrofiano e Sogliano Cavour, invece, non sono ellenofoni. La sede operativa dell'Unione dei comuni della Grecìa Salentina si trova a Martano.
L'area attuale della Grecìa Salentina è in realtà la parte residua di una grecità più vasta, che andava dallo Ionio all'Adriatico, con particolare rilevanza nel quadrilatero ideale ai cui vertici sono  i comuni di Otranto, Casarano, Gallipoli e Nardò.

## Storia
(Domenicano Tondi, Glossa. La lingua greca del Salento, Ed. Cretesi, 1935)
La penetrazione greca nella penisola salentina si ebbe sia in epoca antica (Magna Grecia), sia con la successiva influenza culturale dell'Impero romano d'Oriente, in particolare con l'emigrazione di molti religiosi nel periodo delle contese sull'iconoclastia nell'VIII secolo e ancora con l'immigrazione massiccia a seguito delle campagne militari dell'imperatore Basilio I, che proseguì anche nei secoli successivi. I numerosi villaggi avevano cultura e lingua greca e praticavano la religione greco-ortodossa.
A partire dalla conquista normanna (dall'XI secolo) e ancor più con le successive dominazioni sveva, angioina, aragonese e spagnola, il clero e i monaci cattolici soppiantarono gli ortodossi. Anche la lingua greca fu progressivamente abbandonata e nel Settecento era ancora parlata solo in tredici villaggi. Dopo la seconda guerra mondiale, sia a causa del fenomeno dell'emigrazione, sia per la diffusione dei mezzi radiotelevisivi, il numero dei parlanti è ancora diminuito.
A partire dagli anni novanta, prende corpo un processo di cooperazione tra i comuni di lingua ellenofona menzionati precedentemente, al fine di valorizzare e promuovere la cultura e le tradizioni griche. Ai sensi dell'art. 25 della legge 8 giugno 1990 n. 142, è stato istituito ufficialmente il Consorzio dei comuni della Grecìa Salentina. Nel 1996 dopo una serie di tentativi, i nove, con la collaborazione della Provincia di Lecce, hanno stabilito di formalizzare un piano di coordinamento dei propri interventi per dare maggiore efficacia e unitarietà al proprio operato amministrativo, dando vita così all'Associazione dei comuni della Grecìa salentina. L'obiettivo dell'associazione era quello di promuovere la conoscenza dell'area grecanica del Salento e di salvaguardare la cultura e la lingua che nel tempo si stavano perdendo, attuando anche la gestione associata delle funzioni e dei servizi turistici.
Nel 2001, per iniziativa dei nove comuni, viene istituita l'Unione dei comuni della Grecìa Salentina. Dal 1º gennaio 2005 anche il comune di Carpignano Salentino entra a far parte dell'ente; il 1º gennaio 2007 vi aderisce il comune di Cutrofiano. Attualmente la popolazione di riferimento dell'Unione è di 54 278 abitanti (dati Istat al 31 dicembre 2005), che risulta una delle più grandi per questa tipologia di ente.

## La lingua
La lingua, chiamata "grico", scritta in caratteri latini, presenta punti in comune con il neogreco e nel frattempo vocaboli che sono frutto di evidenti influenze leccesi o comunque neolatine. Fenomeni fonetici molto comuni nel grico sono:
- La caduta del gamma intervocalico, ad esempio il greco moderno φέυγω (fevgho, letteralmente "io parto") diventa "feo".
- La palatalizzazione dei suoni gutturali. Ad esempio la congiunzione Και, equivalente alla congiunzione "e" italiana, diventa "ce" o il pronome εκείνος (quello) diventa "cino" o ancora l'esempio del vocabolo καλοκαίρι (estate) che diventa "Calo ccerò" o l'espressione "ο κύριός μου" (il mio signore, mio padre) diventa "ciùrimmu".
- Il passaggio di grado da suono aspirato a tenue: θάλασσα (letto Thalassa con Th aspirato) diventa "tàlassa".
- L'assibilazione: ad es. la forma neogreca ήθελα (io volevo) diviene "isela".
- Il passaggio da gutturale a labiale: ad esempio ανοιχτός (letteralmente "aperto" da leggersi Anichtòs, con ch aspirato) diventa "niftò".
- Il passaggio da labiale tenue a labiale aspirata: es. πεμπτη (giovedì, da leggersi "pebti") diventa "pèfti".

## Riconoscimento nazionale
Il Parlamento italiano ha riconosciuto la comunità greca del Salento come minoranza linguistica col nome di "Minoranza linguistica grica dell'etnia greco-salentina".

## L'Unione dei comuni della Grecia Salentina
L'Unione dei comuni è un ente locale con autonomia statutaria nell'ambito dei principi fissati dalla Costituzione, dalle norme comunitarie, statali e regionali.
Lo statuto determina le norme fondamentali dell'organizzazione e dell'attività dell'Unione che svolge una pluralità di funzioni e servizi dei comuni aderenti. Suo compito è quello di promuovere l'integrazione dell'azione amministrativa tra i Comuni e garantire un coordinamento delle politiche di programma e sviluppo del territorio, migliorando la qualità dei servizi erogati ai cittadini, e sviluppando nello stesso tempo economie di scala. Il suo ambito territoriale coincide con quello dei comuni che la costituiscono.
L'Unione è costituita a tempo indeterminato.
Secondo l'articolo 2 dello Statuto, le finalità dell'ente sono:
- rappresentare in via mediata l'insieme delle comunità che risiedono sul suo territorio e concorrere con i Comuni che la costituiscono a curarne gli interessi e a promuoverne lo sviluppo;
- promuovere la progressiva integrazione con finalità di ottimizzazione e di razionalizzazione dell'azione amministrativa fra i comuni che la costituiscono;
- contribuire alla determinazione dei programmi dei Comuni che la costituiscono, oltre che dei programmi della Provincia di Lecce e della Regione Puglia, e provvedere alla loro specificazione e attuazione;
- costituire l'ambito territoriale ottimale per lo svolgimento di funzioni e servizi comunali in forma associata conferiti con leggi dello Stato o della Regione.

Sempre nello Statuto, e precisamente nell'art. 8, sono elencate le funzioni e i servizi che i Comuni delegano all'Unione (o meglio che si prefiggono di delegare). All'Unione è trasferito l'esercizio delle funzioni amministrative e la gestione dei servizi e/o compiti di seguito elencati:
- difesa civica;
- ufficio controlli interni, ai sensi del c. 4 dell'art.147 del D.Lgs. n. 267/2000;
- ufficio per la gestione del contenzioso del lavoro, ai sensi art. 12, D.Lgs. n. 165/2001;
- ufficio invalidi civili;
- servizi catastali;
- polizia locale e protezione civile;
- servizi per il personale (stipendi, pensioni, formazione, applicazione contratto);
- sviluppo economico e sportello unico, ivi comprese tutte le iniziative nel comparto degli insediamenti produttivi con eventuali partecipazioni e/o costruzione di società miste pubblico-private e dei cosiddetti “pacchetti localizzativi”);
- servizi di prevenzione e lotta al randagismo (ivi compresi la costruzione e/o gestione di canili sanitari e/o rifugi);
- servizi di manutenzione delle strade urbane e vicinali;
- provveditorato e acquisti;
- servizi necroscopici e cimiteriali;
- servizio mensa;
- trasporto scolastico e locale;
- sportello Europa;
- formazione e orientamento professionale;
- servizi attinenti alla meccanizzazione e l'informatizzazione;
- servizi sociali;
- servizi di promozione turistica;
- valorizzazione beni culturali, artistici, storici, ambientali, museali, architettonici e librari;
- servizio biblioteche e centro “informagiovani”;
- ufficio tecnico, urbanistico ed espropri;
- servizi riscossione diretta dei tributi con eventuale costituzione di società di capitali e/o affidamento della riscossione a società regolarmente iscritte all'albo;
- servizio affissioni e pubblicità;
- uffici pubbliche relazioni;
- servizi relativi all'igiene ambientale e al trasporto e smaltimento rifiuti solidi urbani.

Sono altresì affidate all'Unione, in quanto possibile, attività di consulenza progettuale e giuridica in favore dei comuni ai fini del coordinamento delle attività di interesse intercomunale ove tale attività implichi il ricorso a impieghi finanziari in ragione della necessità di avvalersi di consulenze esterne, i comuni interessati potranno affidarne egualmente l'incarico all'Unione.
Bisogna precisare che gran parte delle funzioni e dei servizi delegati sono ancora svolti di fatto dai singoli comuni e non collettivamente. Questo perché, da un punto di vista prettamente amministrativo, la creazione e la conduzione di servizi da gestire su un territorio così ampio, comporta non poche difficoltà di carattere organizzativo-gestionale, di impatto sociale, e soprattutto di natura finanziaria. Per queste ragioni molti degli obiettivi a scadenza più immediata hanno subito un comprensibile slittamento dei termini di realizzazione, anche perché alcuni servizi hanno richiesto il compimento di una serie di analisi politico-ambientali, ovvero di esami e valutazioni in ordine agli effetti che un dato programma di modifica strutturale degli enti avrebbe potuto generare. È stato altresì necessario predisporre uno studio di fattibilità per alcuni dei servizi più complessi da organizzare, quale quello della polizia locale, progetto la cui complessità deriva dal coinvolgimento di 34 vigili urbani, ognuno portatore di istanze ed esigenze particolari, nonché dalla riorganizzazione dei mezzi e delle risorse a loro disposizione.
Sull'aspetto linguistico, l'unione non ha ancora realizzato il bilinguismo. La lingua grica continua la sua agonia, seppur con una velocità minore rispetto a qualche decennio fa, soprattutto grazie all'impegno di associazioni di cultori.

## La Settimana Santa
Durante la Settimana Santa i paesi ellenofoni di Terra d'Otranto si sentivano uniti tramite un unico, singolare canto: I passiuna tù Cristù è un componimento in quartina. Descrive minuziosamente la passione di Cristo, dal tradimento di Giuda alla resurrezione. È accompagnato da complessi movimenti mimici tramandati da secoli tra i cantori. Rappresenta l'ultimo componimento in cantastorie dell'intera Puglia. Come tutte le tradizioni griche, anch'esso ha rischiato di scomparire, ma grazie all'impegno degli ultimi cantori, in particolare Antimo Pellegrino di Zollino, e di alcune associazioni culturali locali è stato possibile salvare l'antico cantico e oggi agli ultimi depositari della tradizione pasquale si sono accostati non pochi giovani.
Fino agli anni ottanta, i cantori, di solito in coppia, accompagnati da uno o più fisarmonicisti e con un piccolo coro di voci bianche, percorrevano i paesi e le masserie della Grecìa Salentina, cantando il lunghissimo canto composto da 66 strofe. Nelle ultime strofe, si chiedeva agli ascoltatori un piccolo segno di devozione, donando ai cantori dei soldi o delle uova. Oggi il canto è scomparso nella sua forma tradizionale: i cantori non percorrono più l'area ellenofona a bordo di carretti, non cantano più nei crocicchi o nelle piazzette delle masserie. Il canto è eseguito da associazioni di cultori della moribonda lingua grica, spesso all'interno delle chiese, senza richiedere più il compenso che tanto dava la caratteristica suggestione che per un millennio ha accompagnato la Settimana Santa dei paesi greci.
Usanza tuttora radicata, è di allestire nelle chiese i "sepolcri": gli altari spogli vengono ricoperti con i "sabburchi", cioè cereali fatti crescere in un luogo buio (generalmente nei mobili) i quali, per assenza di luce, crescono in un caratteristico colore bianco. I crocifissi si coprono con veli bianchi e vengono generalmente esposti gli oggetti sacri, anch'essi coperti. A Calimera, nella cappella dell'Immacolata, il sepolcro è reso ancora più suggestivo per l'esposizione delle statue del Cristo Morto e della Madonna Addolorata. In tutti i comuni della Grecìa Salentina, viene svolta la Processione del Cristo Morto.
Bisogna comunque aggiungere, per completezza di informazione, che la tradizione dei "sepolcri" non è prettamente grica: in tutto il Salento, infatti, il giovedì santo si allestiscono i "sepolcri" (sabburchi o subburchi in dialetto), con il grano germogliato al buio. Probabilmente il termine sepolcro è nato dalla somiglianza del "repositorio", urna a forma di sepolcro in cui si racchiude il pane consacrato nella messa in Cena Domini.

## Il festivalNotte della Taranta
Il festival Notte della Taranta è un progetto nato su iniziativa dell'Unione dei Comuni della Grecìa Salentina e dell'Istituto Diego Carpitella nel 1998, quando si decise di realizzare, all'interno dell'area ellenofona, un grande concerto in cui la locale musica folklorica si ibridasse con altre tradizioni musicali, rivitalizzandosi e stabilendo, in questo modo, anche una modalità diversa di composizione musicale contemporanea. La Provincia di Lecce è socia fondatrice dell'Istituto Diego Carpitella, che organizza l'evento insieme ai Comuni della Grecìa Salentina. L'iniziativa si è sempre più sviluppata nel corso di questi otto anni fino a raggiungere una dimensione tale da assumere un ruolo di rilievo in ambito nazionale e non solo.
L'Unione dei Comuni della Grecìa Salentina cura la gestione amministrativa, mentre la struttura organizzativa del gestore è composta da un gruppo di esperti.
L'interesse crescente verso il Festival ha richiamato l'attenzione di istituzioni e privati che oggi collaborano e sostengono economicamente il progetto. Per l'edizione 2005, i promotori dell'iniziativa sono stati, infatti, secondo un protocollo d'intesa: Regione Puglia, Provincia di Lecce, Unione dei Comuni della Grecìa Salentina e Istituto Diego Carpitella. La pianificazione e realizzazione del Festival avviene con il loro apporto unitario di carattere operativo, istituzionale, tecnico, di prodotti, di servizi, consultivo e finanziario.
Il Comitato promotore concorda la nomina del direttore artistico, del direttore organizzativo, del gruppo operativo di allestimento del Festival, la redazione del programma nonché la relativa dotazione finanziaria. Tra i propositi esplicitati nel protocollo d'intesa del 2005, si ribadisce la promozione, in chiave turistica, del territorio salentino attraverso la valorizzazione del patrimonio culturale.
Per gli ottimi risultati raggiunti negli ultimi anni si è ipotizzata la costituzione di una Fondazione Notte della Taranta per non disperdere l'Orchestra popolare salentina, oramai in grado di calcare palcoscenici sempre più prestigiosi (degni di nota sono i concerti tenuti a Pechino, Roma, Bologna, Venezia, Amman e Duisburg). A partire dall'edizione del 2004 è stato organizzato a margine della manifestazione un laboratorio sulla parola, articolato in due parti: una dedicata alla conoscenza della poesia salentina della generazione che ci ha preceduti, l'altra in cui si è lavorato, invece, sulla creazione di componimenti poetici da parte degli stessi partecipanti al laboratorio.
Il nucleo centrale dell'edizione del 2005 è stato, altresì, rappresentato da: una serie di concerti in rete in tutti i comuni della Grecìa Salentina e in quelli associati all'Istituto Diego Carpitella; un workshop di preparazione del concerto finale tenuto da un maestro concertatore, che riarrangia brani della tradizione musicale salentina; il concerto finale a Melpignano, dove presentare il lavoro e il riarrangiamento preparato nel workshop.
Il festival si apre ogni anno a Corigliano d'Otranto e termina con un concerto a Melpignano.